# 犬山犬子のポケモンアワー
犬山犬子のポケモンアワー（いぬやまいぬこのポケモンアワー）は、ニッポン放送の制作で、全国のラジオ局で放送されたラジオ番組。

## 概要
ニッポン放送がアニラジに力を入れていた、1997年（平成9年）10月12日から2001年（平成13年）3月29日まで放送されていた番組。『古田新太と犬山犬子のサンデーおちゃめナイト』内のポケモンのコーナーが前身である。ニッポン放送ローカル時のタイトルコールは『ニッポン放送 ポケモンアワー』であった。
パーソナリティは犬山犬子（ポケットモンスター ニャース役）、プロフェッサー吉川（吉川兆二、アニメ版アソシエイトプロデューサー）。またゲストとして松本梨香（サトシ役）や林原めぐみ（ムサシ役）など、ポケモンの声優が登場することもあった。
リスナーからのはがきを紹介する「ポケモン通信」や、ゲーム上でのポケモンの鳴き声を当てる「全国ポケモン鳴き声当てクイズ」などのコーナーから成り立っていた。
番組とアニメ・ゲームとの連携はほとんどないが、ポケモン情報・楽曲をおはスタよりも早く先行公開したり、ラジオドラマの放送、ポケモングッズのアイデアを募る等の試みも行われていた。
犬山は「ハ」の発音を「パ」と言うことを好み、「ぱがきのあて先は、郵便番号いちさんななのぱちろくぱちろく」（当時のニッポン放送の郵便番号は137-8686）等と言っていた(ニッポン全国ラジベガスでもこの傾向があった)。
番組開始当初はニッポン放送ローカルのみで放送されていたが、半年後の1998年（平成10年）4月以降はSTVラジオ・東海ラジオ・ABCラジオ・九州朝日放送でもネットが開始された。
1997年（平成9年）12月にポケモンショックによりアニメの放送が休止されたときも、この番組は「放送を中断しません」と犬山が告げ、中断せずに放送された。その期間にアニメポケモンの外伝ラジオドラマ『白い明日だ!ロケット団』をスペシャル企画で放送（全3回）した。また、『劇場版ポケットモンスター ミュウツーの逆襲』の公開が近づいた時期には前日談ラジオドラマ『ミュウツーの誕生』を放送（全5回）。これらラジオドラマは後にCD化されている。

## 放送局
ネット局は1998年4月からの放送。
- ニッポン放送 - 制作局
- STVラジオ（当時は札幌テレビ放送が運営）
- 東海ラジオ（ナイターシーズンは13:00-13:30で放送していたが、『ガッツナイター』をデーゲームで放送の日（主に中日ドラゴンズ戦）は変動もあった。）
- ABCラジオ（日曜11:30-12:00放送。当時は朝日放送が運営）
- 九州朝日放送

## 放送時間
以下は、ニッポン放送の放送時間。
- 通常番組
  - 1997年10月12日 - 1998年3月29日 毎週日曜日 21:00 - 21:30
  - 1998年4月6日 - 9月21日 毎週月曜日 20:30 - 21:00　　
  - 1998年10月11日 - 1999年3月28日 毎週日曜日 21:00 - 21:30
  - 1999年4月26日 - 9月27日 毎週月曜日 20:30 - 21:00
  - 1999年10月7日 - 2000年3月23日 毎週木曜日 21:20 - 21:50
  - 2000年4月3日 - 9月25日 毎週月曜日 20:30 - 21:00
  - 2000年10月12日 - 2001年3月29日 毎週木曜日 21:20 - 21:50

- 特別番組
  - 劇場版ポケットモンスター公開記念 夏のポケモンアワー180分スペシャル 1999年7月18日 13:00 - 16:00
  - 劇場版ポケットモンスター公開記念 ポケモンアワーサタデースペシャル 2000年7月13日 15:00 - 17:00
  - 劇場版ポケットモンスター公開記念スペシャル ポケモンアワー2001 2001年7月8日 13:00 - 15:00

## 主なコーナー
- ポケモン最新インフォメーション - 最新情報を紹介する。
- ポケモンワールドサテライト - 世界のポケモン情報を紹介する。
- プロフェッサー吉川に聞け - リスナーから送られたアニメ版ポケモンに関する質問について、吉川が解説する。
- 全国ポケモン鳴き声当てクイズ - 「ポケットモンスター 赤・緑」のポケモンの鳴き声を当てるクイズで、1分間で最高10問答えられる。

属性ごとに出題される「ノーマル」、全151匹から出題される「スペシャル」がある。賞金は1問につき「ノーマル」1000円、「スペシャル」が2000円貰えた。
- ポケモン新グッズ開発研究所 - ポケモングッズのアイデアを募集。
- ポケモン替え歌・歌えるかな? - ポケモンのことを歌った替え歌を募集。
- ポケモン百五十人一首 - リスナーから送られたポケモンに関する百人一首を言うコーナー。
- ぼくのわたしのポケモン自慢
- ポケモン最新アイテムプレゼント - プレゼントコーナー
- ラジオドラマ「白い明日だ！ロケット団」「ミュウツーの誕生」